# Gideon Johnson Pillow
Gideon Johnson Pillow (Wiliamson County, 8 juni 1806 – Phillips County, 8 oktober 1878) was  advocaat en politicus. Hij was een generaal tijdens de Mexicaans-Amerikaanse Oorlog en in het Confederate States Army tijdens de Amerikaanse Burgeroorlog. 

## Vroege jaren
Gideon Johnson Pillow werd geboren op 8 juni 1806 in Wiliamson County, Tennessee. Zijn ouders, Gideon Pillow en Ann Payne Pillow, waren grondbezitters met goede connecties. Zijn vader had zich onderscheiden in de oorlogen tegen de inheemse stammen en was een sterk voorstander van Andrew Jackson. Na zijn schooltijd studeerde Gideon Pillow rechten aan de University of Nashville waar in hij 1827 afstudeerde. Hij vond werk als advocaat in Columbia, Tennessee. Hij kon als snel James K. Polk (de toekomstige president van de Verenigde Staten) tot zijn vrienden rekenen. Op 24 maart 1831 huwde Pillow met Mary Elizabeth Martin, March.
In 1831 werd Pillow aangesteld als procureur-generaal voor Tennessee door gouverneur William Carroll. Pillow diende als brigadegeneraal in de militie van Tennessee tussen 1833 en 1836. En hij speelde een rol in het binnenhalen van de nominatie voor James Polk tijdens de conventie voor het aanstellen van de presidentskandidaat voor de Democratische Partij in 1844.

## Vroege militaire loopbaan

### Mexicaans-Amerikaanse Oorlog

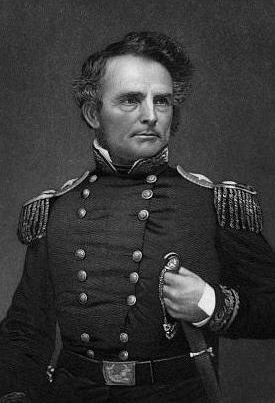
Pillow als generaal-majoor van de vrijwilligers

Toen de Mexicaans-Amerikaanse Oorlog begon, werd Pillow benoemd tot brigadegeneraal van de United States Volunteers door president Polk op 1 juli 1846. Een klein jaar later, op 13 april 1847, werd hij bevorderd tot generaal-majoor van de vrijwilligers. Pillow raakte tweemaal gewond. De eerste keer in zijn rechterarm tijdens de Slag bij Cerro Gordo en een tweede keer in zijn linkerbeen tijdens de Slag bij Chapultepec.
Tijdens de oorlog werd Pillow aangeklaagd en moest voor de krijgsraad verschijnen. De aanleiding was een conflict met de opperbevelhebber van het expeditieleger in Mexico, Winfield Scott. Scott  vond dat Pillow in zijn verslagen te veel pluimen om zijn hoed stak voor de Amerikaanse overwinningen bij Contreras en Churubusco. Scott vroeg aan Pillow om deze verslagen aan te passen. Maar Pillow weigerde dit.
Hoewel Pillow zijn taken naar behoren had uitgevoerd tijdens deze slagen, buiten enkele fouten omtrent het opstellen van de eenheden, moest de overwinning op het conto van Scott geschreven worden als algemeen bevelhebber.
Op 10 september 1847 werd in de krant New Orleans Delta een brief gepubliceerd ondertekend door een zekere "Leonidas". In deze brief werd de rol van Pillow tijdens de slag bij Churbusco sterk overdreven. Toen bekend raakte dat Pillow zelf deze brief had geschreven, werd hij gearresteerd door Scott en aangeklaagd wegens insubordinatie en het niet volgen van geijkte regels.
Als reactie stuurde Pillow een brief naar president Polk waarbij hij de betrokkenheid van Scott omtrent smeergeld en omkoping uit de doeken deed. Scott zou smeergeld ontvangen hebben van de Mexicaanse leider Antonio López de Santa Anna om het conflict te beëindigen zonder verder verlies van mensenlevens. Prompt werd Scott op 18 februari 1848 per brief ontslagen door Polk
Na de tussenkomst  van Polk diende Pillow niet langer voor een krijgsraad te verschijnen, maar werd er wel een onderzoekscommissie aangesteld waarin ook de rol van Scott zou onderzocht worden.

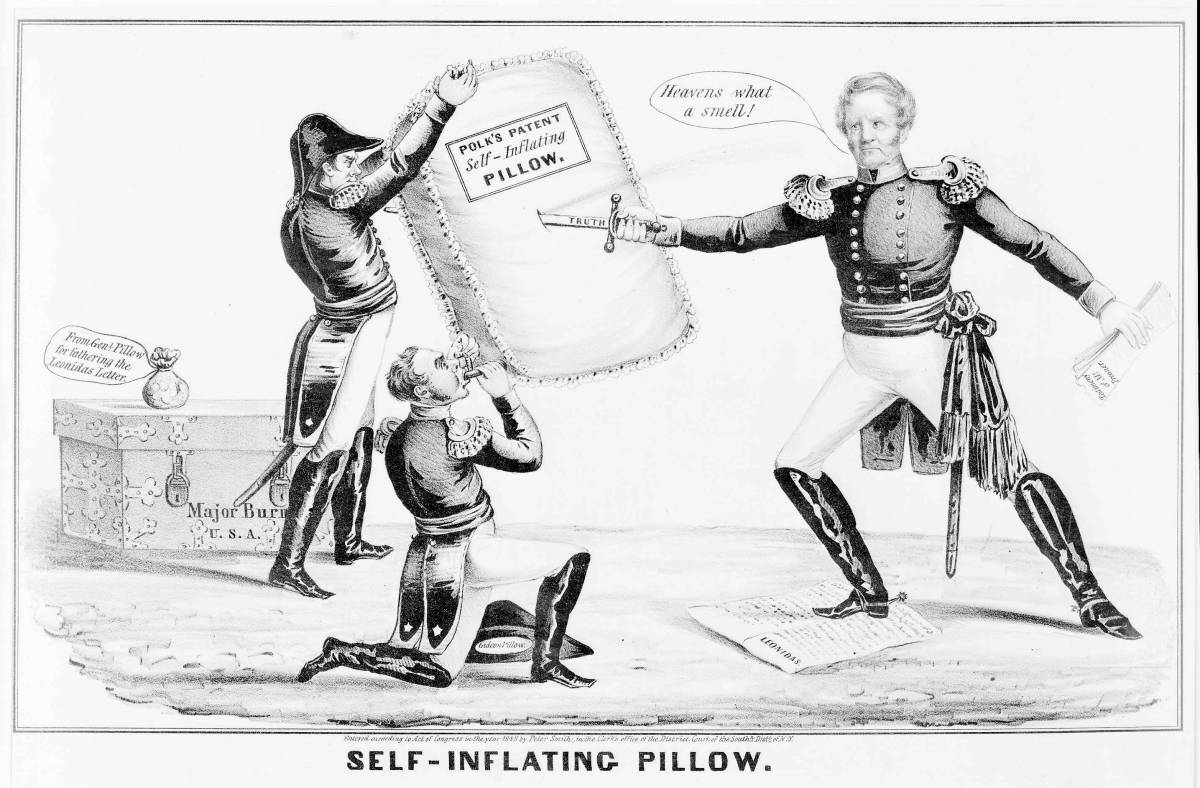
Een cartoon waarin de draak gestoken wordt met Pillows zelfverheerlijking

De hoorzittingen begonnen in maart 1848 in Mexico City. Majoor Archibald W. Burns, een handlanger van Pillow, beweerde de auteur van de brief te zijn. Na het verzamelen van alle mogelijke bewijzen en het aanhoren van getuigen besliste de onderzoekscommissie dat Pillow onschuldig was  en dat Scott zijn taken als opperbevelhebber van het leger opnieuw op zich kon nemen.
Op 20 juli 1848 werd Pillow eervol ontslagen. Begin 1849 werd zijn naam volledig gezuiverd naar aanleiding van twee andere aanklachten die onontvankelijk werden verklaard.
Na de oorlog hervatte Pillow zijn loopbaan als advocaat en beheerde de landerijen van het familiebedrijf. Hij verdiende veel geld met grondspeculaties.  Tegen 1860 was Pillow één van de grootste landeigenaren en waarschijnlijk de rijkste man van Tennessee.

## De Amerikaanse Burgeroorlog

### Eerste taken en verantwoordelijkheden
Kort na het begin van de Amerikaanse Burgeroorlog nam Pillow dienst in het Confederate States Army. Op 9 mei 1861 werd hij door gouverneur Isham G. Harris benoemd tot generaal-majoor in de militie van Tennessee en als bevelhebber van het Provisional Army of Tennessee. 
Samen met de gouverneur stampte Pillow de lokale wapenindustrie uit de grond en legden ze de fundamenten van wat later het Army of Tennessee zou worden.
In juli 1861 werd Pillow benoemd tot brigadegeneraal in het Confederate States Army. Pillows eenheden werden al snel opgenomen in het leger onder leiding van generaal-majoor Leonidas Polk en generaal Albert Sidney Johnston aan het westelijke front.
Op 3 september 1861 werd Pillow, in opdracht van Polk, naar Kentucky gestuurd. Dit was een schending van de neutraliteit van Kentucky waardoor de staat zich onmiddellijk aansloot bij de Unie.

### Slag bij Belmont
De eerste veldslag van Pillow tijdens de burgeroorlog vond plaats in november 1861 in Belmont, Missouri tegen de Noordelijke brigadegeneraal Ulysses S. Grant. In de nacht van 6 november 1861 stak Grant de Mississippi over in Cairo, Illinois. Met deze actie wou Grant de Zuidelijken bezig houden in dit deel van Missouri terwijl generaal-majoor John C. Fremont het westelijk deel van de staat onder controle probeerde te krijgen.
Grant besliste om het Zuidelijke Camp Johnston bij Belmont, Missouri aan te vallen. Dit kamp lag tegenover het Zuidelijke fort bij Columbus, Kentucky. Pillow was enkele uren eerder vertrokken met 5.000 soldaten naar Clarksville, Tennessee maar werd teruggeroepen door Polk om de Noordelijken tegen te houden.
Pillow voerde een aanval uit op de Noordelijken, maar de aanval mislukte. De zegezekere Noordelijke soldaten plunderden het kamp tot groot ongenoegen van Grant die dit probeerde te stoppen door het kamp in brand te steken. Met de hulp van brigadegeneraal Benjamin F. Cheatham hergroepeerde Pillow de Zuidelijken en voerde een tegenaanval uit. De Noordelijken vluchtten in wanorde naar nabijgelegen kanonneerboten waardoor het 27th Illinois Volunteer Infantry Regiment geïsoleerd achterbleef. De kanonneerboten slaagden er evenwel in om ook deze soldaten te redden.
Hoewel de veldslag onbeslist was, omdat het aantal slachtoffers ongeveer even groot was en het Noordelijke leger zich kon terugtrekken, beschouwden de Zuidelijken het als een overwinning. Net omdat de Noordelijken terug gedreven werden. Daarom kregen Pillow en zijn officieren een officiële vermelding van dankbaarheid van het Zuidelijke congres.

### Slag om Fort Donelson

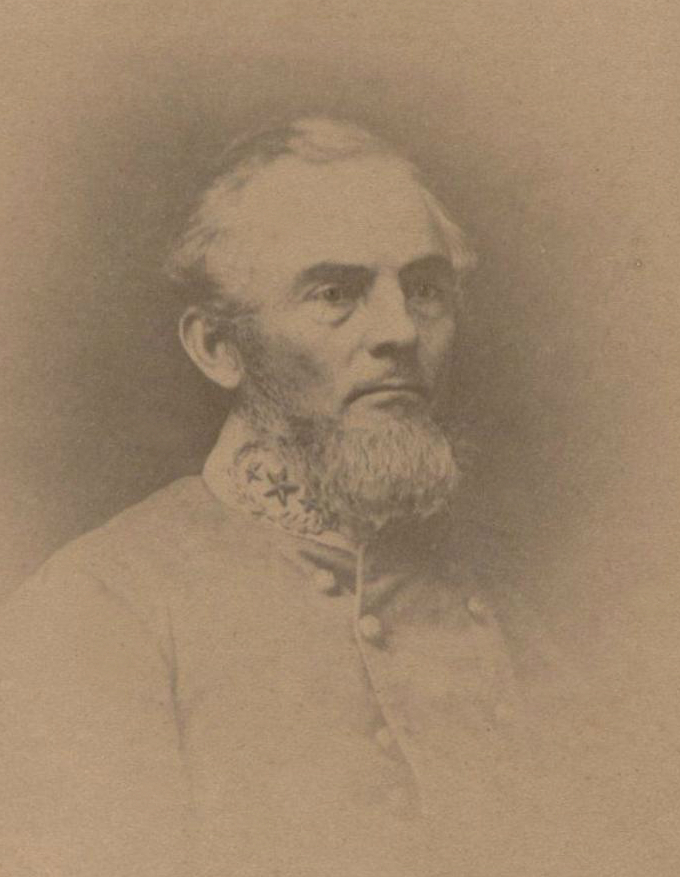
Generaal Pillow tijdens de Amerikaanse Burgeroorlog

Op 28 december 1861 nam Pillow ontslag uit het leger na een ruzie met generaal-majoor Leonidas Polk. Pillow besefte al snel dat hij een overhaaste beslissing had genomen. Dankzij de tussenkomst  van de Zuidelijke president Jefferson Davis op 2 februari 1862 kreeg Pillow zijn commissie terug. Hij diende nu onder generaal Albert Sidney Johnston en werd aangesteld als bevelhebber van Clarksville in Tennessee. Zonder voorafgaande toestemming stuurde Pillow manschappen en voorraden naar Fort Donelson. Dit fort lag op een strategische plaats langs de Cumberland. Op 9 februari kreeg Pillow, slecht kort, het bevel over Fort Donelson. Hij voerde onmiddellijk de nodige aanpassingen uit om het fort weerbaarder te maken.  Kort na zijn aanstelling arriveerden nog drie andere brigadegeneraals. Eén van hen was John B. Floyd. Deze voormalige gouverneur van Virginia en voormalig minister van oorlog onder president James Buchanan had een langere anciënniteit. Pillow was bevelhebber af en werd de officieuze plaatsvervangende bevelhebber.
Op 12 februari 1862 naderden Noordelijke eenheden, onder leiding van brigadegeneraal Ulysses S. Grant het fort.
In de nacht van 14 februari werd beslist om een uitbraakpoging te doen voor er nog meer Noordelijke versterkingen zouden aankomen. Pillows plan om een verrassingsaanval uit te voeren op de Noordelijken werd goedgekeurd.
De dag erna nam Pillow het bevel op zich van de linkervleugel van de Zuidelijke troepen die zich hadden ingegraven rond het fort. Met deze eenheden waagde hij een uitbraakpoging om zo een vrije weg te openen zodat de Zuidelijken konden ontsnappen. Initieel kende de aanval enig succes. De Noordelijke eenheden onder leiding van brigadegeneraal John A. McClernand moesten het onderspit delven. Pillow nam echter de ongewone beslissing om zijn eenheden terug te halen uit hun nieuwe voordelige stellingen waarvoor ze zo hard gevochten hadden. Hij wou zijn manschappen herbevoorraden voor de ontspanning. Floyd en de andere generaals waren razend. Maar het kwaad was geschied. Toen Floyd rapporten kreeg over substantiële Noordelijke versterkingen trok hij in paniek alle troepen terug naar hun stellingen. De Noordelijken namen hun oude stellingen opnieuw in en veroverden de buitenste verdedigingsgordel rond het fort.
Tijdens een bespreking in de vroege ochtend van 16 februari werd beslist dat de Zuidelijke eenheden zich dienden over te geven. Floyd, die schrik had om van verraad beschuldigd te worden, gaf de hete aardappel door aan Pillow. Deze gaf het op zijn beurt door aan Simon Bolivar Buckner die de Zuidelijke stellingen als onhoudbaar achtte.  Pillow kon aan de overgave ontsnappen door in een klein bootje de river over te steken. Ook Floyd kon ontsnappen samen met twee regimenten voor Buckner de overgave bekrachtigde.

### Schorsing en nieuwe opdrachten
Na zijn ontsnapping wed Pillow aangesteld als bevelhebber van de 3de divisie in het Army of Central Kentucky. Op 16 april werd hij echter geschorst door president Jefferson Davis wegens "grove fouten en nalatigheid tijdens de strijd om Fort Donelson" Op 21 oktober 1862 diende Pillow zijn ontslag in. Dit werd geweigerd en op 10 december 1862 werd zijn schorsing ingetrokken. Hij kreeg het commando over een brigade in de divisie van generaal-majoor John C. Breckinridge in het Army of Tennessee. Tijdens de derde dag van de Slag bij Stones River arriveerde Pillow met zijn brigade een uur voor Breckinridge in de aanval zou gaan. Pillow weigerde echter zijn brigade voor te gaan in de aanval.
Na Stones River kreeg Pillow geen opdrachten meer aan het front. Hij werd aangesteld om de Volunteer and Conscription Bureau van het Army of Tennessee te leiden vanaf 16 januari  1863. 
Na het overlijden van brigadegeneraal John H. Winder op 7 februari 1865 werd Pillow aangesteld als commissaris-generaal voor de krijgsgevangenen. Hij werd zelf gevangen genomen door Noordelijke eenheden bij Union Springs Alabama op 20 april  1865. Hij werd vrijgelaten in mei.

## Latere jaren
Na de oorlog had hij zware financiële problemen. Hij kon echter met Isham G. Harris, een voormalig gouverneur van Tennessee, een succesvol advocatenkantoor uitbouwen. Hij overleed op 8 oktober 1878 op 72-jarige leeftijd in Helena Arkansas.
Hij ligt begraven op het Elmwood Cemetery in Memphis Tennessee.